# Ліпа (Пшасниський повіт)
Ліпа (пол. Lipa) — село в Польщі, у гміні Єднорожець Пшасниського повіту Мазовецького воєводства.
Населення — 523 особи (2011).
У 1975-1998 роках село належало до Остроленцького воєводства.

## Демографія
Демографічна структура станом на 31 березня 2011 року:
|          | Загалом | Допрацездатний вік | Працездатний вік | Постпрацездатний вік |
| -------- | ------- | ------------------ | ---------------- | -------------------- |
| Чоловіки | 255     | 68                 | 157              | 30                   |
| Жінки    | 268     | 58                 | 140              | 70                   |
| Разом    | 523     | 126                | 297              | 100                  |